# Імренчево
Імре́нчево (болг. Имренчево) — село в Шуменській області Болгарії. Входить до складу общини Великий Преслав.

## Населення
За даними перепису населення 2011 року у селі проживали 353 особи.
Національний склад населення села:
| Національність   | Кількість осіб | Відсоток |
| ---------------- | -------------- | -------- |
| болгари          | 196            | 55,5%    |
| цигани           | 45             | 12,7%    |
| інша             | 106            | 30,0%    |
| Всього відповіли | 353            |          |

Розподіл населення за віком у 2011 році:
Динаміка населення: